# Karabin PGM Hécate II
PGM Hécate II – francuski wielkokalibrowy karabin wyborowy. W produkcji od roku 1993.

## Opis konstrukcji
Obudowa komory zamkowej wykonana jest ze specjalnego stopu aluminium, stosowanego m.in. w przemyśle lotniczym. W karabinie PGM Hécate II zastosowano kolbę odejmowaną szkieletową. Broń nie posiada integralnego celownika, zamiast tego umieszczono szynę montażową pod celownik optyczny. Standardowo używany jest celownik optyczny SCROME LTE J10 F1 10x. Aby zmniejszyć odrzut broni zastosowano specjalny hamulec wylotowy.

## Użytkownicy
- Estonia: Estońskie Siły Zbrojne (od 2007)[1]
- Francja
- Polska: Jednostka Wojskowa GROM[2]
- Słowenia: Słoweńskie Siły Zbrojne[3]